# Volkswagen Passat VI
La Volkswagen Passat VI (chiamata anche Passat B6) è un'autovettura prodotta dalla casa automobilistica tedesca Volkswagen dal 2005 al 2010.
Si tratta della sesta generazione della berlina Volkswagen.

## Descrizione

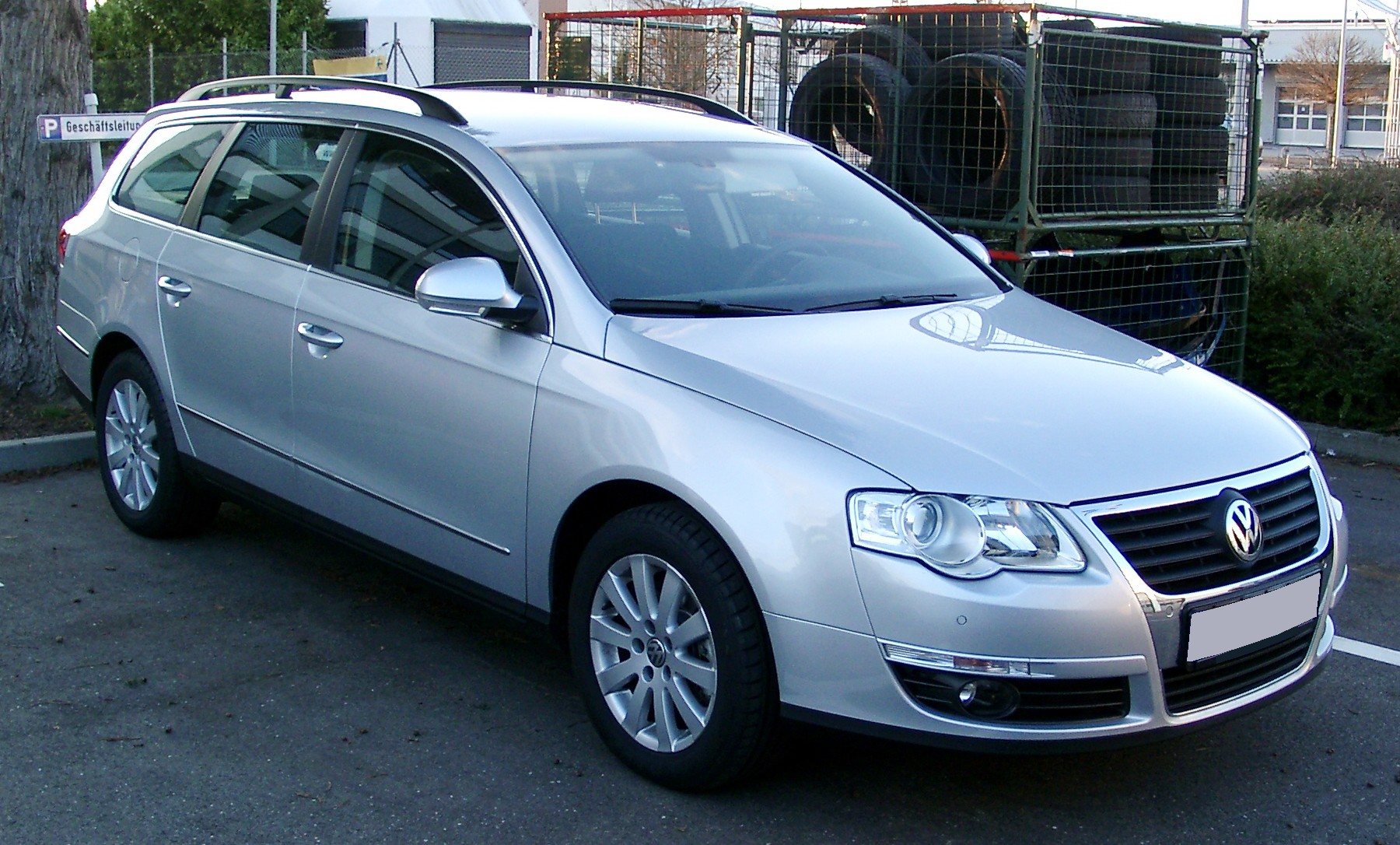
Passat Variant B6

Il modello in produzione dal 2005 presenta alcune novità di rilievo ideate per migliorare il comfort, quali il freno di stazionamento elettronico che consiste in un pulsante, posto a sinistra del volante, in sostituzione della classica leva nella consolle centrale e, conseguentemente, ricavando maggiore spazio nella zona centrale dell'abitacolo. Inoltre, come completamento del freno di stazionamento elettronico, è presente la funzione di Auto Hold che consente di mantenere il veicolo fermo anche dopo aver rilasciato il freno e agevola le partenze in salita.
Nei crash test dell'Euro NCAP a cui è stata sottoposta nel 2005 ha ottenuto il risultato di 5 stelle.

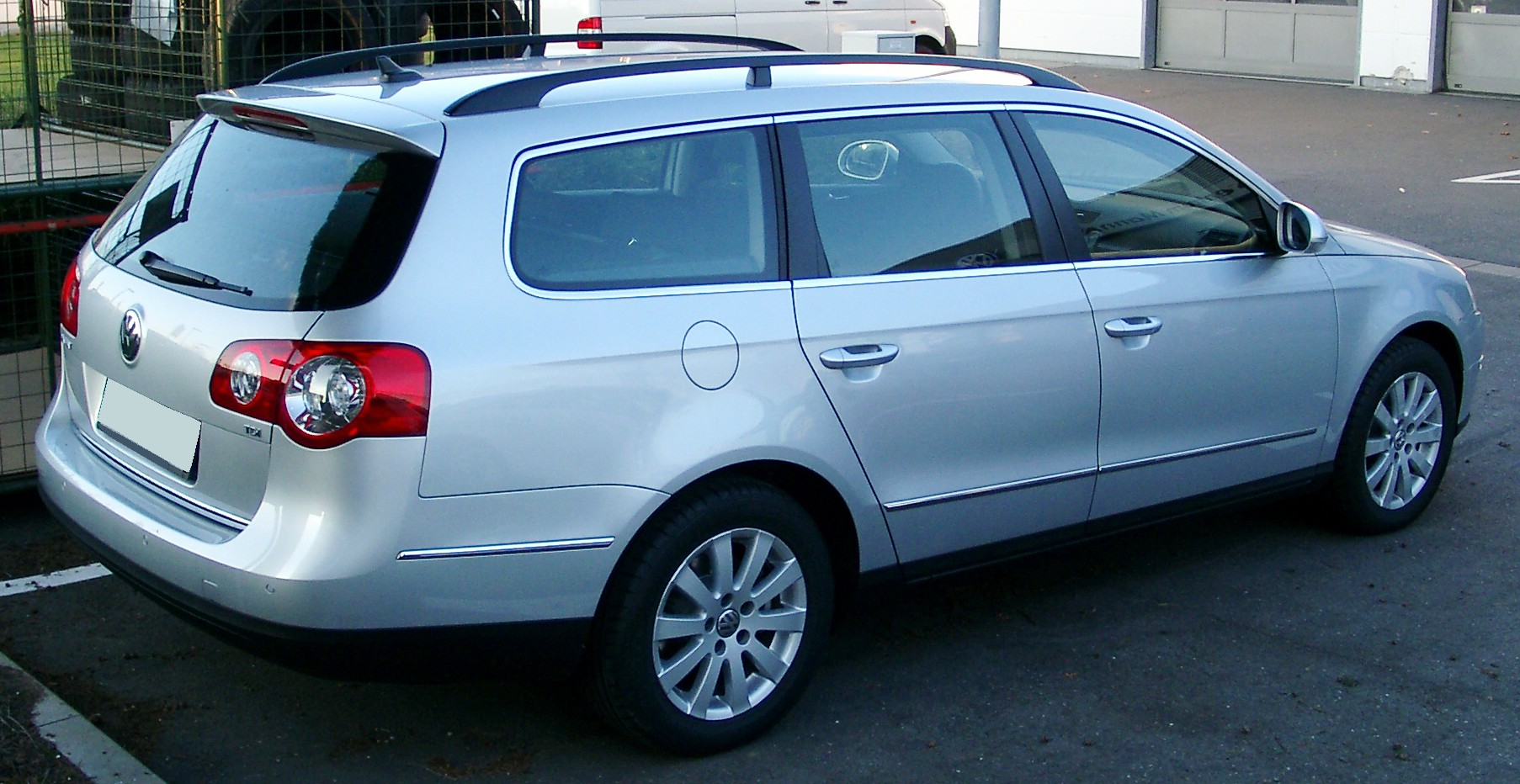
Vista posteriore della Variant

I motori di cui è dotata la Passat sono sia a benzina sia a gasolio. Questi ultimi vedono l'uscita di scena (rispetto al modello precedente) del 2.5 litri V6 e l'introduzione del 2 litri nelle versioni con 140 e 170 CV (in realtà, il 2 litri era anche presente sul modello precedente negli ultimi mesi di produzione nella versione da 136  CV).
Il pianale della Passat non è più quello della Audi A4 a motore longitudinale, ma quello della Volkswagen Golf allungato, a motore trasversale, dalla quale riprende alcune componenti tecniche come le sospensioni multilink.

## Evoluzione
Nel secondo semestre 2008 viene effettuato un leggero restyling (denominato versione '09). Questo restyling, in realtà, è progressivo. Dapprima viene modificato solo il quadro strumenti, che ora ha luce bianca azzurrata come nelle nuove Volkswagen e non più di colore blu elettrico, introdotto con la Passat 3B, e vengono introdotti i nuovi motori 2 litri a gasolio, sviluppati grazie alla tecnologia common-rail, in sostituzione degli iniettori-pompa. La potenza delle due versioni del motore da 2 litri non è alterata (140 e 170  CV). Su alcuni mercati è anche presente una nuova versione BlueMotion, dotata di un 2 litri common rail depotenziato a 110 CV, che sostituisce la precedente versione Bluemotion, sempre presente solo su alcuni mercati, e che invece montava la vecchia unità da 1,9 litri. Nel corso del 2009, poi, viene introdotto il nuovo volante sportivo a 3 razze, che ora equipaggia anche altri modelli della casa, lasciando però inalterato il volante a 4 razze standard, e infine viene montata la nuova centralina del climatizzatore, nelle versioni sia manuale sia automatica bizona.
A novembre 2008 è a listino anche una versione (sia berlina sia variant) a gas metano (CNG) con motore 1.4 TSI sovralimentato con un doppio sistema tramite compressore volumetrico azionato da cinghia e turbocompressore. Il propulsore eroga 150 CV e 220 Nm di coppia. I serbatoi del metano garantiscono una autonomia di circa 450 km e sono collocati nel sottoscocca, lasciano inalterato il vano di carico e l'abitabilità della vettura. Grazie a un ulteriore serbatoio per la benzina di circa 30 litri l'autonomia complessiva è di oltre 900 km. La commutazione tra i due carburanti avviene in modo completamente automatico. Abbinata al cambio DSG a 7 rapporti la motorizzazione 1.4 TSI Ecofuel ottiene emissioni di CO2 di soli 119 g/km nella versione berlina, mentre il modello variant si attesta a 121 g/km.
Questi ultimi permettono un abbattimento del rumore durante la marcia e una più semplice filosofia dedita all'abbattimento delle emissioni, come da capitolato Euro 5.

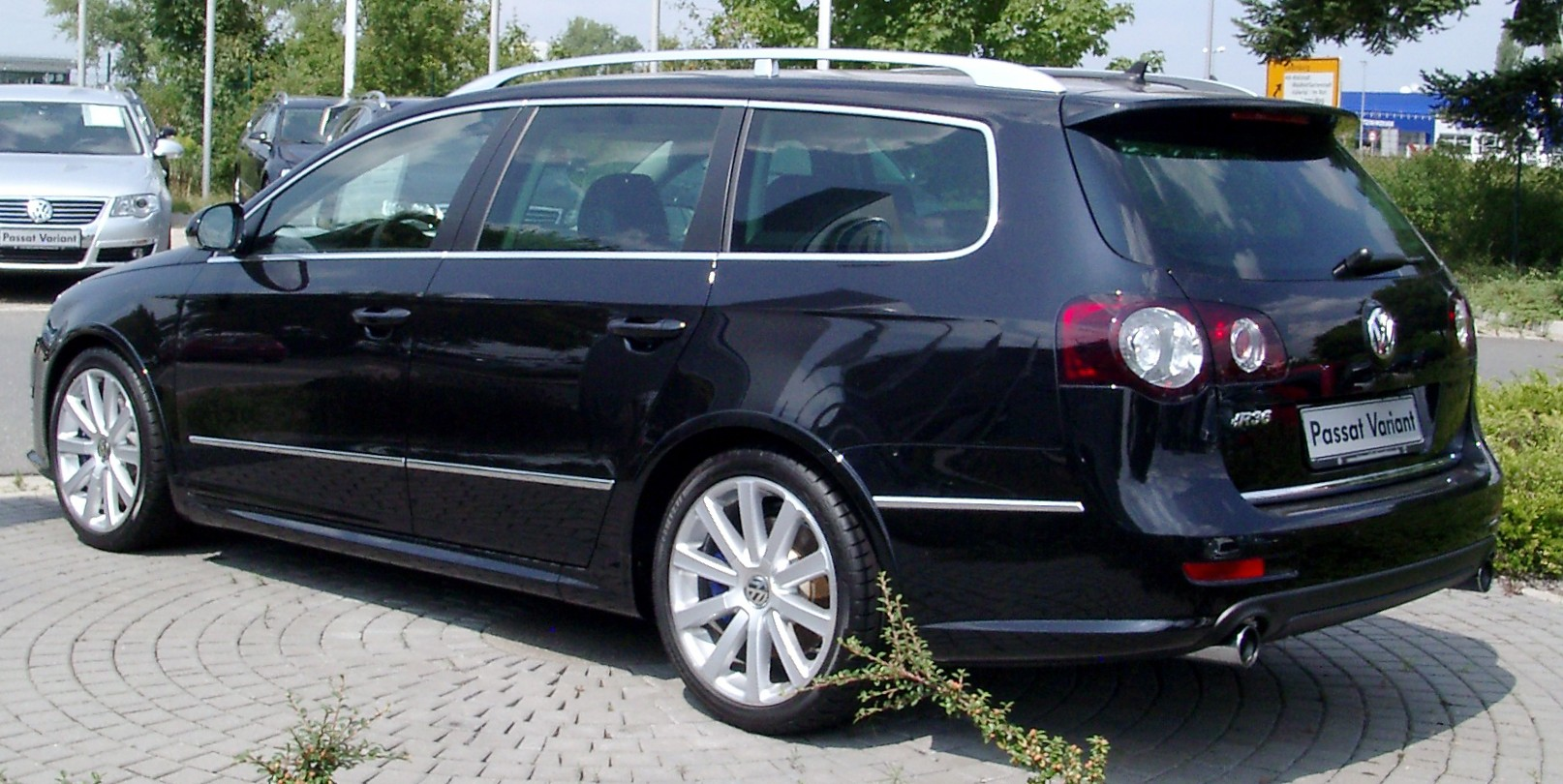
Volkswagen Passat VR6 Variant

### VW Passat R36
Agli inizi del 2009 è stata aggiunta, alla gamma Passat, la versione sportiva R36. Questa versione si distingue dalle altre per un nuovo motore da 3.6 litri capace di erogare 300  CV (220 kW) e 350 N·m di coppia e una revisione sportiva del veicolo della carrozzeria, pneumatici e assetto. 

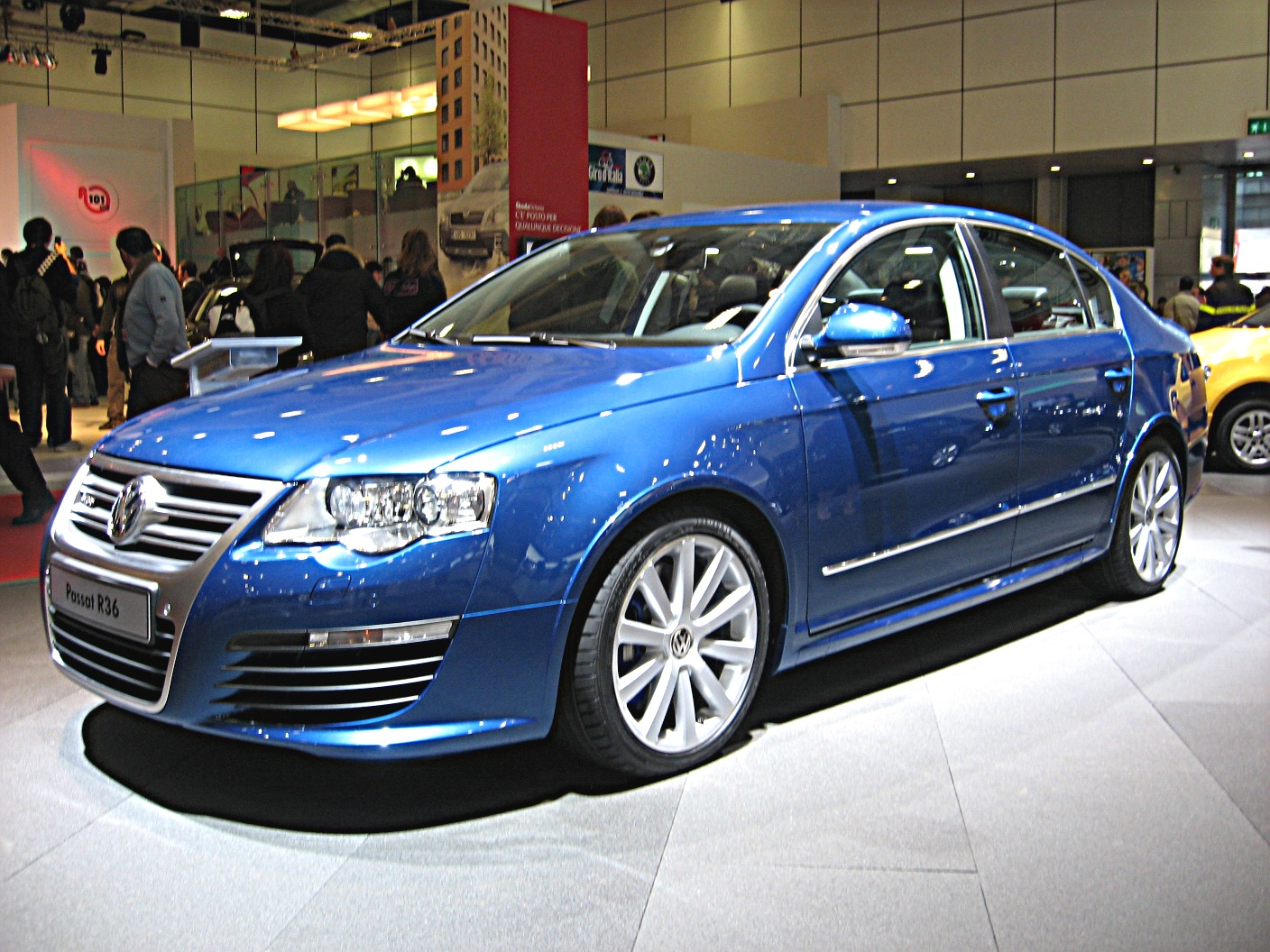
Volkswagen Passat R36

La R36 è prodotta sia in versione Berlina sia Variant. Al motore è abbinato il cambio automatico DSG che permette di gestire al meglio la trazione. I cerchioni sono maggiorati rispetto alle versioni "standard" (di serie da 18 pollici, ma optional da 19) e gli pneumatici sono rimasti i classici 235/40 R18. L'estetica è stata modificata per conferire più sportività al mezzo: le pinze dei freni sono blu, l'impianto di scarico è composto da due terminali cromati e alla carrozzeria base è stato aggiunto un kit di minigonne e spoiler per ridurre la resistenza aerodinamica.
Come optional è disponibile la gestione elettronica degli ammortizzatori, caratterizzata da più regolazioni a seconda del tipo di guida, e i sedili sportivi avvolgenti.

## Motorizzazioni
| Modello            | Disponibilità    | Motore  | Cilindrata (cm³) | Potenza         | Coppia Massima (Nm) | Emissioni CO2 (g/km) | 0–100 km/h (secondi) | Velocità max (km/h) | Consumo medio (km/L) |
| 1.4 16V TSI        | dal 2008 al 2010 | Benzina | 1390             | 110 kW (150 CV) | 220                 | 166                  | 9,8                  | 210                 | 13,3                 |
| 1.6                | dal 2005 al 2009 | Benzina | 1595             | 75 kW (102 CV)  | 148                 | 183                  | 12,4                 | 190                 | 12,3                 |
| 1.6 16V FSI        | dal 2005 al 2007 | Benzina | 1598             | 85 kW (115 CV)  | 155                 | 179                  | 11,4                 | 200                 | 12,7                 |
| 1.8 16V TSI        | dal 2007 al 2009 | Benzina | 1798             | 118 kW (160 CV) | 250                 | 180                  | 8,6                  | 220                 | 12,5                 |
| 2.0 16V FSI        | dal 2005 al 2007 | Benzina | 1984             | 110 kW (150 CV) | 200                 | 197                  | 9,4                  | 213                 | 12,2                 |
| 2.0 16V TFSI       | dal 2005 al 2007 | Benzina | 1984             | 147 kW (200 CV) | 280                 | 193                  | 7,6                  | 235                 | 11,7                 |
| 3.2 V6 FSI         | dal 2005 al 2008 | Benzina | 3168             | 184 kW (250 CV) | 320                 | 233                  | 6,9                  | 246                 | 9,6                  |
| 3.6 V6 FSI R36     | dal 2008 al 2009 | Benzina | 3597             | 220 kW (299 CV) | 350                 | 227                  | 5,6                  | 250                 | 9,8                  |
| 1.6 TDI DPF        | dal 2009 al 2010 | Diesel  | 1598             | 77 kW (105 CV)  | 250                 | 114                  | 12,4                 | 193                 | 22,0                 |
| 1.9 TDI DPF        | dal 2006 al 2008 | Diesel  | 1896             | 77 kW (105 CV)  | 250                 | 151                  | 12,1                 | 188                 | 17,1                 |
| 2.0 TDI/110 CV DPF | dal 2008 al 2010 | Diesel  | 1968             | 81 kW (110 CV)  | 250                 | 143                  | 11,8                 | 192                 | 17,6                 |
| 2.0 TDI DPF        | dal 2005 al 2010 | Diesel  | 1968             | 103 kW (140 CV) | 320                 | 146                  | 9,8                  | 204                 | 17,2                 |
| 2.0 16V TDI        | dal 2005 al 2008 | Diesel  | 1968             | 103 kW (140 CV) | 320                 | 153                  | 9,8                  | 204                 | 16,0                 |
| 2.0 TDI/170 CV DPF | dal 2006 al 2010 | Diesel  | 1968             | 125 kW (170 CV) | 350                 | 146                  | 8,6                  | 223                 | 17,0                 |